# 慾謀
《慾謀》（英語：Stoker）是一部2013年朴赞郁导演的英美合拍心理惊悚片，编剧为《越獄風雲》主演溫特沃思·米勒。蜜雅·娃絲柯思卡、馬修·古德和妮可·基嫚主演。2013年3月1日上映。本片是東尼·史考特监制的最后一部作品。

## 劇情
在印蒂亞18歲的時候，與她感情相當親密的父親因為一場意外離世，對於這個世界她只用自己的方式警覺又疏離的觀察著，而她從未見過面的叔叔突然現身，入侵了她的世界，母親的心情隨著這個陌生又神祕的叔叔起起伏伏，讓印蒂亞身處於一個危險之地。
當印蒂亞無法得到母親的保護，叔叔也一步一步逼近她的生活和她的世界的同時，她也被這個充滿魅惑和神秘感的叔叔所吸引，漸漸地印蒂亞開始懷疑自己是不是原來跟這個親叔叔是同一類型的人？

## 角色
| 演员               | 角色                                       |
| 蜜雅·娃絲柯思卡    | India Stoker                               |
| 馬修·古德          | Charlie Stoker，India的叔叔                |
| 妮可·基嫚          | Evelyn Stoker，India的母亲                 |
| 德蒙特·莫羅尼      | Richard Stoker，India的父亲，被Charlie所杀 |
| 賈姬·威佛          | Aunt Gwendolyn "Gin" Stoker                |
| 盧卡斯·提爾        | Chris Pitts                                |
| 阿爾登·埃倫瑞奇    | Whip Taylor                                |
| Phyllis Somerville | Mrs. McGarrick                             |
| Judith Godrèche    | Doctor Jacquin                             |

## 制作
本片是韩国导演朴赞郁進軍好萊塢所执导的首部英语电影。2011年9月起在田纳西州那什维尔开拍，同年10月23日杀青，拍摄了大约40天。英国作曲家克林特·曼塞爾担任配乐工作。

## 评价
影片收获了良好的口碑，在烂番茄上保持66%的新鲜度。